# Fraate II
Fraate II (di Partia, figlio di Mitridate I di Partia; 171 a.C. – 128 o 127 a.C.) il conquistatore di Babilonia, è stato re dei Parti dal 132 a.C. al 127 a.C..

## Biografia
Nel 130 a.C. il suo impero venne attaccato dal re seleucide Antioco VII Sidete (138–129 a.C.). Antioco VII, tuttavia, dopo alcuni grandi successi iniziali, venne sconfitto e ucciso in battaglia in Media nel 129 a.C.; con la sua morte finì il dominio Seleucide a est dell'Eufrate. Nel frattempo la Partia venne invasa dagli Sciti (i Tochari di Bactria), che erano alleati di Antioco VII. Fraate II si diresse ad affrontarli con il suo esercito, ma venne sconfitto e ucciso in una grande battaglia in Media.